# 李孟居事件
李孟居被捕事件，是指台灣屏東縣枋寮鄉鄉政顧問李孟居于2019年8月20日從香港入境深圳後失蹤的事件，其後证实他已被中華人民共和國有关机构以拍攝中国人民武装警察部隊于深圳湾体育中心集结训练的画面，涉嫌危害国家安全的罪名拘留审查。直到2023年7月才離開中國大陸，一共被關押一年十個月，外加「剝奪政治權利」附加刑二年。

## 經過
據中國新聞網援引《環球時報》報道，李孟居出生於1972年，是台湾新竹人，是台湾的信达光电科技有限公司代表人、臺灣屏東縣枋寮鄉鄉政顾问、台湾联合国协进会理事。
2019年8月20日，李孟居從香港入境深圳。20日上午10時，他与友人、通话，當時李孟居对陈亚麟表示：人在香港邊境，想過關深圳，中国解放軍集結在邊境，情勢看起來很緊張。並傳送一張关于解放軍集結的照片給陳亞麟。（根據中國大陸媒體報道，李孟居並非假道深圳，而是聽聞深圳有軍演後特意前往，且提前一天便已對拍攝位置進行踩點，並且拍攝及傳送了圖片四十八張、影像十六段）在李孟居前往碼頭准备离開中國大陸時，被中國大陸国家安全机关逮捕。此后，李孟居与外界失去聯絡，亲友查找无果。25日，陳亞麟向中華民國大陸委員會通报协寻。陳亞麟表示，他曾询问（深圳市）公安局，公安局表示：沒有李孟居入境到深圳訊息，請向香港警方查询。28日，大陸委員會證實李孟居失蹤。29日，台灣海峽交流基金會發函大陸海峽兩岸關係協會，帮助查询李孟居下落。
2019年9月11日，中國大陸的国务院台湾事务办公室發言人马晓光稱李孟居因涉嫌从事危害国家安全的犯罪活动，已被依法审查，但未披露具体的经办单位。11月30日《广州日报》报道，此前的10月31日，经广东深圳市人民检察院批准，李孟居因涉嫌为境外刺探、非法提供国家秘密罪，被深圳市国家安全局依法逮捕。与李亨利案一同公开。
2020年10月11日，中国中央电视台《焦点访谈》节目对“迅雷-2020专项行动”进行介绍，并详细介绍了李孟居事件以及背后的台独组织“台湾联合国协进会”。节目报道了2019年10月在深圳因“为境外刺探、非法提供国家秘密罪”被逮捕的李孟居。央视报道称，2019年，李孟居受台湾联合国协进会候补理事陈亚麟指派，在香港从事“支持黑衣暴徒”行为，随后在深圳湾体育场隐藏，拍摄武警集结训练。他在节目中电视认罪，并指控陈亚麟原本要与他同行但最终称自己“去不了了”，其实是早就知道有危险，却还把他骗到中國大陸。并认错道：“我真的很抱歉啊。过去做了很多不好的错事，对祖国对国家或许有一些伤害。”“暴力是绝对不对的，在任何民主国家都是错误的，绝大的错误，必须要把那些暴力的绳之以法”。
节目中广东省国家安全局干警指出：“他们参与香港的这些活动，并不是说真正关心香港民众的安全以及香港的自由、民主，他们实际上都是想通过参与香港这些事物能够在台湾获得一些关注度、知名度，赚取自己的政治资本。”“李孟居案件此类是台湾‘台独’势力干预香港事务的一个非常典型的行为。”
中華民國政府陸委會对该节目内容回应道：“此事為惡意政治炒作，誣陷台灣人民從事間諜行為”。
2021年李孟居服刑期满，继续服“剥夺政治权利”的附加刑期，又逢疫情未能返台。他利用两年滯留中國大陸的时间，“开启一段意外的旅程”，走访了中国100多座城市并拍下许多照片，訪問結交許多好友。他说，如果不是防疫的缘故，还想走更多地方。

## 後續
2023年7月24日，李孟居刑期届满，但中方希望他能大選完後再回去，於是藉旅遊名義离开中国大陆前往日本东京，並且會見了中華民國駐日代表謝長廷，辦理手續，由於李孟居逾2年未入境台灣，中華民國戶政機關予以除籍。2023年7月30日，李孟居在Youtube上開設频道“自由的空气”。他並透露當時被誤導認罪的秘辛、單調乏味的服刑經歷與利用電視節目思想改造等等內幕。
2023年9月2日，李孟居正式返台，下機後就親吻了地板。他手舉著所謂「罪證」的照片，表示自己只是這樣就被抓了，最後他呼籲國人前往中港澳務必特別小心。